# 비리야니
비리야니(힌디어: बिरयानी, 우르두어: بریانی)는 남아시아의 쌀 요리이다. 일반적으로 닭고기, 쇠고기, 염소고기, 양고기 등의 육류 또는 새우, 생선 등의 해산물과 달걀이 포함되며, 각종 향신료와 채소가 첨가된다. 남아시아 무슬림 음식에 그 기원을 두며, 인도와 파키스탄의 국민 음식 가운데 하나로 여겨진다.

## 이름
- 네팔: 비리야니(네팔어: बिरयानी)
- 말레이시아: 나시 브리아니(말레이어: nasi beriani)
- 모리셔스: 브리아니(모리스얀어: briani)
- 몰디브: 비리야니(디베히어: ބިރިޔާނީ)
- 미얀마: 단바웃(버마어: ဒံပေါက်)
- 방글라데시: 비리야니(벵골어: বিরিয়ানি)
- 스리랑카: 비리야니(싱할라어: බිරියානි), 피리야니(타밀어: பிரியாணி)
- 싱가포르: 나시 브리아니(말레이어: nasi beriani), 피리야니(타밀어: பிரியாணி)
- 아프가니스탄: 비리아니(다리어: بریانی, 파슈토어: برياني)
- 이라크: 비리아니(아랍어: برياني)
- 이란: 베리아니(페르시아어: بریانی)
- 인도: 비리야니(구자라트어: બિરયાની, 마라티어: बिर्याणी, 우르두어: بریانی, 텔루구어: బిర్యాని, 펀자브어: ਬਿਰਿਆਨੀ, 힌디어: बिरयानी), 비리야니(말라얄람어: ബിരിയാണി, 벵골어: বিরিয়ানি, 오리야어: ବିରିୟାନୀ, 칸나다어: ಬಿರಿಯಾನಿ), 피리야니(타밀어: பிரியாணி)
- 인도네시아: 나시 비랴니(인도네시아어: nasi biryani)
- 쿠르디스탄: 비리안(쿠르드어: biryan)
- 쿠웨이트: 비리아니(아랍어: برياني)
- 파키스탄: 비리아니(우르두어·펀자브어: بریانی, 파슈토어: برياني), 비리야니(신드어: برياني)

## 만들기

### 카치 비리아니
카치 비리아니(कच्ची बिरयानी, کچی بریانی)는 불린 쌀, 양념에 재운 고기, 채소를 켜를 지어 쌓은 다음, 담 푸크트 방식으로 작은 불에 오래 익혀 만든다.

### 파키 비리아니
파키 비리아니(पक्की बिरयानी, پکی بریانی)는 쌀, 양념에 재운 고기, 채소를 각각 따로 70~80% 정도 익도록 조리한 후, 켜를 지어 쌓아 함께 익혀 낸다. 또는 쌀, 고기, 채소를 따로 다 익혀서 켜를 지어 쌓아 낸다.

## 종류
- 신드 비리아니(신드어: سندي برياني 신디 비리야니)
- 탈라셰리 비리아니(말라얄람어: തലശ്ശേരി ബിരിയാണി 탈라셰리 비리야니)
- 하이데라바드 비리아니(우르두어: حیدرآبادی بریانی 하이다라바디 비리아니, 텔루구어: హైదరాబాద్ బిర్యానీ 하이다라바드 비리아니)

## 사진

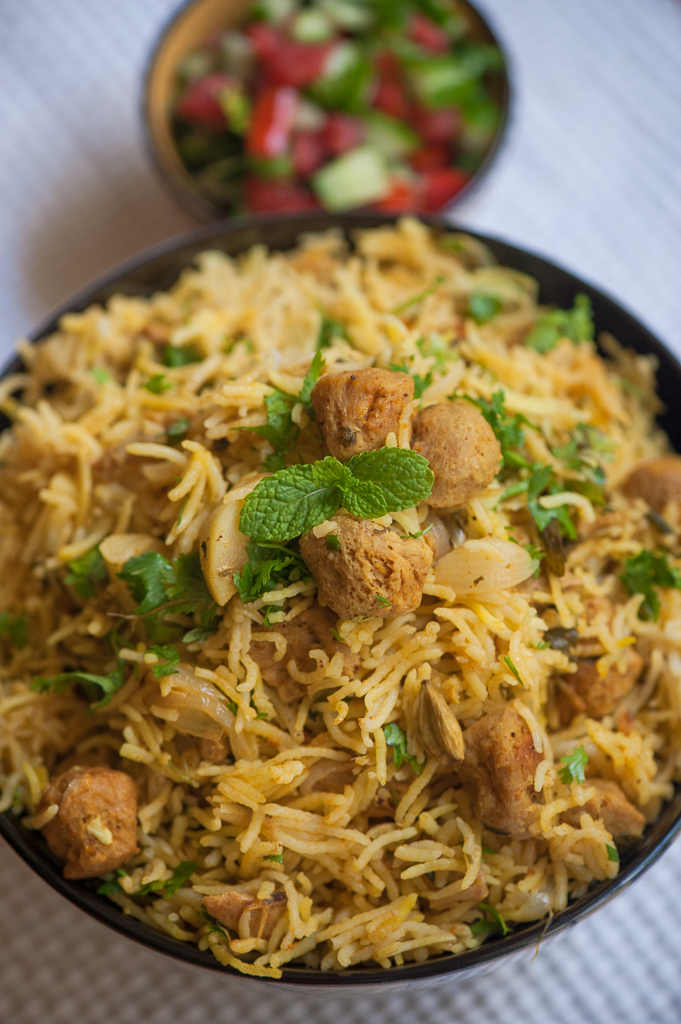
신드 비리아니
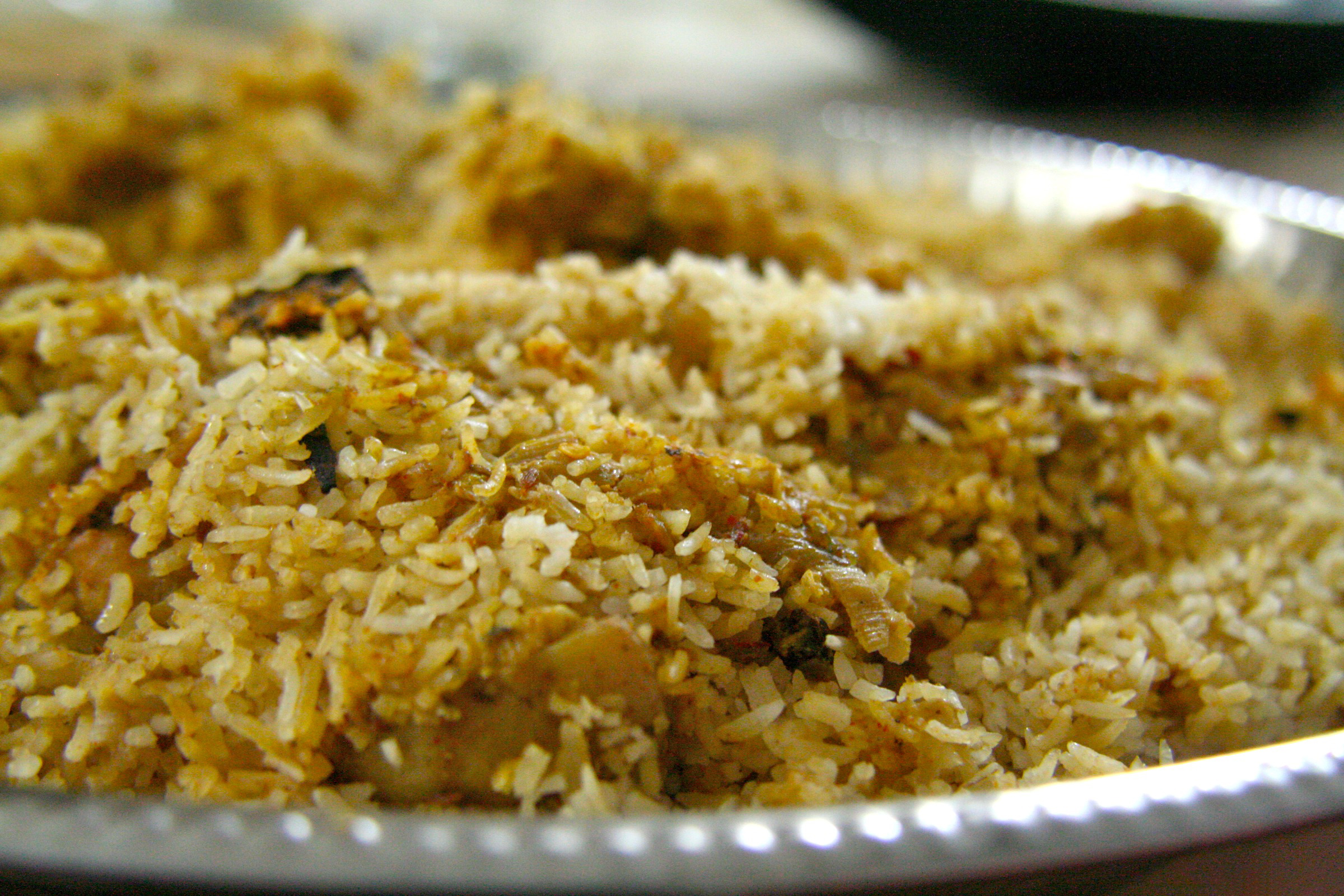
탈라셰리 비리아니
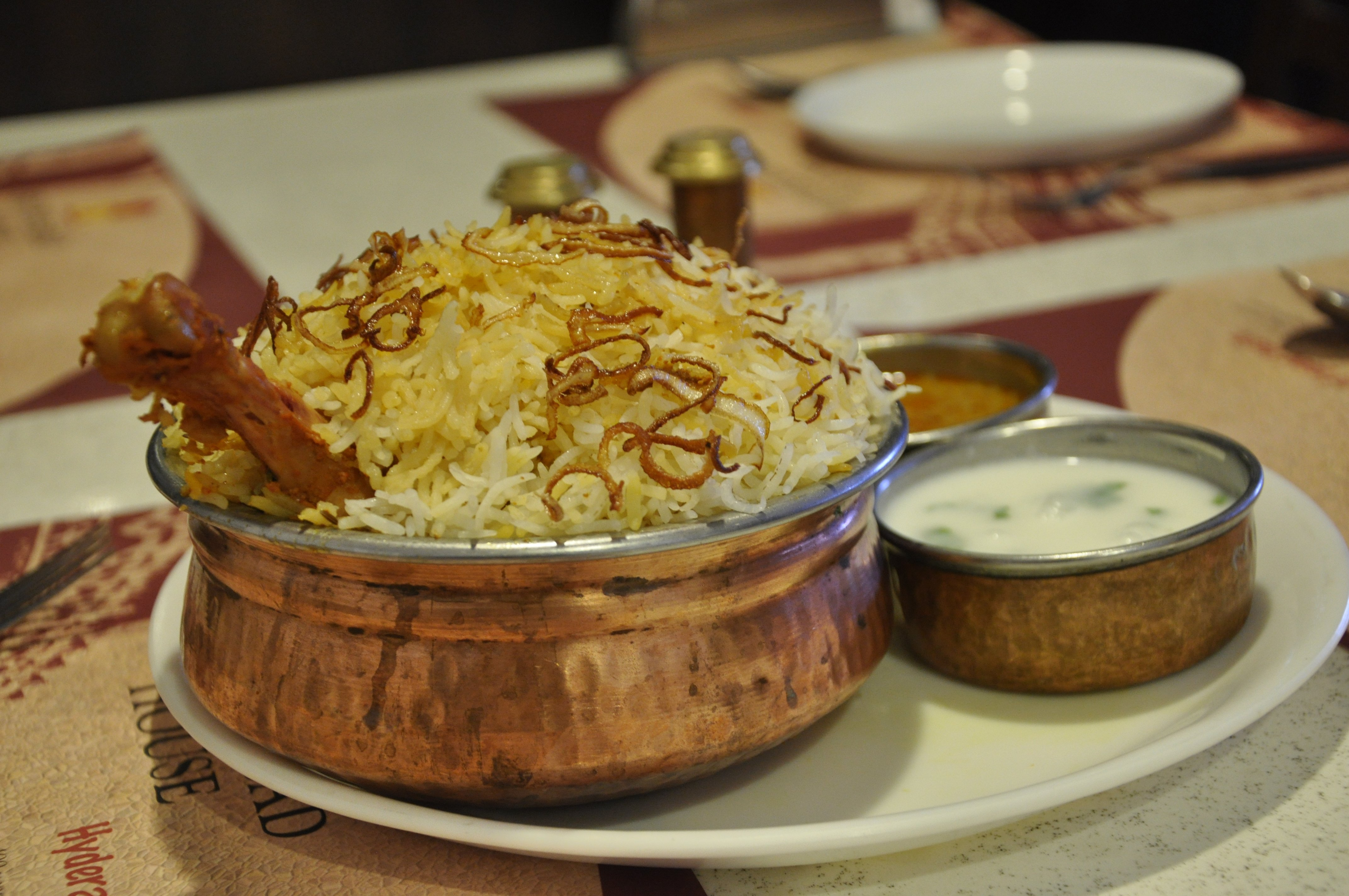
하이데라바드 비리아니

## 같이 보기
- 필라프